# Protentomidae
Famille
Les Protentomidae sont une famille de protoures.

## Liste des genres
Selon Szeptycki, 2007
- Hinomotentominae Yin, 1999
  - Hinomotentomon Imadaté, 1974
- Condeellinae Tuxen & Yin, 1982
  - Condeellum Tuxen, 1963
  - Neocondeellum Tuxen & Yin, 1982
  - Paracondeellum Yin, Xie & Zhang, 1994
- Protentominae Mills, 1932
  - Protentomon Ewing, 1921
  - Proturentomon Silvestri, 1909

## Référence
- Mills, 1932 : Catalogue of the Protura. Bulletin of the Brooklyn Entomological Society, vol. 27, p. 125–130.